# Partecipanti ai Campionati europei di ciclismo su strada 2023 - Gara in linea maschile Elite
Elenco dei partecipanti ai Campionati europei di ciclismo su strada 2023 - Gara in linea maschile Elite.
La Gara in linea maschile Elitè ai Campionati europei di ciclismo su strada 2023 è stata l'ottava edizione della corsa. Accreditati alla partenza 137 ciclisti.

## Corridori per squadra
| Belgio        | Belgio                | Belgio        | Danimarca          | Danimarca               | Danimarca          | Slovenia   | Slovenia            | Slovenia   |
| ------------- | --------------------- | ------------- | ------------------ | ----------------------- | ------------------ | ---------- | ------------------- | ---------- |
| N°            | Ciclista              | Clas.         | N°                 | Ciclista                | Clas.              | N°         | Ciclista            | Clas.      |
| 1             | Yves Lampaert         |               | 9                  | Mikkel Bjerg            |                    | 17         | Tilen Finkšt        |            |
| 2             | Wout Van Aert         |               | 10                 | Tobias Lund Andresen    |                    | 18         | Matevž Govekar      |            |
| 3             | Jasper De Buyst       |               | 11                 | Christopher Juul Jensen |                    | 19         | Aljaž Jarc          |            |
| 4             | Arnaud De Lie         |               | 12                 | Mathias Norsgaard       |                    | 20         | Kristijan Koren     |            |
| 5             | Tim Declercq          |               | 13                 | Andreas Kron            |                    | 21         | Luka Mezgec         |            |
| 6             | Jasper Stuyven        |               | 14                 | Michael Mørkøv          |                    | 22         | Jaka Primožič       |            |
| 7             | Edward Theuns         |               | 15                 | Mads Pedersen           |                    | 23         | Anže Skok           |            |
| 8             | Florian Vermeersch    |               | 16                 | Casper Pedersen         |                    | 24         | Mihael Štajnar      |            |
| Gran Bretagna | Gran Bretagna         | Gran Bretagna | Francia            | Francia                 | Francia            | Spagna     | Spagna              | Spagna     |
| N°            | Ciclista              | Clas.         | N°                 | Ciclista                | Clas.              | N°         | Ciclista            | Clas.      |
| 25            | Joshua Tarling        |               | 33                 | Arnaud Démare           |                    | 41         | Xabier Azparren     |            |
| 26            | Lewis Askey           |               | 34                 | Sandy Dujardin          |                    | 42         | Fernando Barceló    |            |
| 27            | Sean Flynn            |               | 35                 | Christophe Laporte      |                    | 43         | Jon Barrenetxea     |            |
| 28            | Luke Rowe             |               | 36                 | Matis Louvel            |                    | 44         | Víctor de la Parte  |            |
| 29            | Mark Stewart          |               | 37                 | Clément Russo           |                    | 45         | Imanol Erviti       |            |
| 30            | Ben Turner            |               | 38                 | Florian Sénéchal        |                    | 46         | Jesús Ezquerra      |            |
| 31            | Ethan Vernon          |               | 39                 | Anthony Turgis          |                    | 47         | Iván García Cortina |            |
| 32            | Samuel Watson         |               | 40                 | Axel Zingle             |                    | 48         | David Gonzalez      |            |
| Paesi Bassi   | Paesi Bassi           | Paesi Bassi   | Italia             | Italia                  | Italia             | Svizzera   | Svizzera            | Svizzera   |
| N°            | Ciclista              | Clas.         | N°                 | Ciclista                | Clas.              | N°         | Ciclista            | Clas.      |
| 49            | Sjoerd Bax            |               | 57                 | Edoardo Affini          |                    | 65         | Stefan Bissegger    |            |
| 50            | Daan Hoole            |               | 58                 | Mattia Cattaneo         |                    | 66         | Johan Jacobs        |            |
| 51            | Nils Eekhoff          |               | 59                 | Filippo Ganna           |                    | 67         | Reto Hollenstein    |            |
| 52            | Olav Kooij            |               | 60                 | Matteo Sobrero          |                    | 68         | Fabian Lienhard     |            |
| 53            | Bauke Mollema         |               | 61                 | Luca Mozzato            |                    | 69         | Lukas Rüegg         |            |
| 54            | Elmar Reinders        |               | 62                 | Andrea Pasqualon        |                    | 70         | Michael Schär       |            |
| 55            | Cees Bol              |               | 63                 | Matteo Trentin          |                    | 71         | Félix Stehli        |            |
| 56            | Mike Teunissen        |               | 64                 | Elia Viviani            |                    |            |                     |            |
| Portogallo    | Portogallo            | Portogallo    | Norvegia           | Norvegia                | Norvegia           | Germania   | Germania            | Germania   |
| N°            | Ciclista              | Clas.         | N°                 | Ciclista                | Clas.              | N°         | Ciclista            | Clas.      |
| 72            | Ivo Oliveira          |               | 78                 | Andreas Leknessund      |                    | 84         | John Degenkolb      |            |
| 73            | Nelson Oliveira       |               | 79                 | Søren Wærenskjold       |                    | 85         | Felix Engelhardt    |            |
| 75            | André Carvalho        |               | 80                 | Martin Urianstad        |                    | 86         | Kim Heiduk          |            |
| 76            | Iúri Leitão           |               | 81                 | Jonas Hvideberg         |                    | 87         | Jonas Koch          |            |
| 77            | João Matias           |               | 82                 | Erik Resell             |                    | 88         | Michael Schwarzmann |            |
|               |                       |               | 83                 | Rasmus Tiller           |                    | 89         | Miguel Heidemann    |            |
|               |                       |               | 90                 | Max Walscheid           |                    |            |                     |            |
| Irlanda       | Irlanda               | Irlanda       | Austria            | Austria                 | Austria            | Lettonia   | Lettonia            | Lettonia   |
| N°            | Ciclista              | Clas.         | N°                 | Ciclista                | Clas.              | N°         | Ciclista            | Clas.      |
| 91            | Dillon Corkery        |               | 93                 | Rainer Kepplinger       |                    | 96         | Emīls Liepiņš       |            |
| 92            | Rory Townsend         |               | 94                 | Tobias Bayer            |                    | 97         | Mārtiņš Pluto       |            |
|               |                       |               | 95                 | Sebastian Schönberger   |                    | 98         | Toms Skujiņš        |            |
| Polonia       | Polonia               | Polonia       | Cechia             | Cechia                  | Cechia             | Ungheria   | Ungheria            | Ungheria   |
| N°            | Ciclista              | Clas.         | N°                 | Ciclista                | Clas.              | N°         | Ciclista            | Clas.      |
| 99            | Piotr Brożyna         |               | 106                | Mathias Vacek           |                    | 109        | Erik Fetter         |            |
| 100           | Michał Kwiatkowski    |               | 107                | Petr Kelemen            |                    |            |                     |            |
| 101           | Filip Maciejuk        |               | 108                | Matěj Zahálka           |                    |            |                     |            |
| 102           | Stanisław Aniołkowski |               |                    |                         |                    |            |                     |            |
| 103           | Cesare Benedetti      |               |                    |                         |                    |            |                     |            |
| 104           | Marceli Bogusławski   |               |                    |                         |                    |            |                     |            |
| 105           | Maciej Paterski       |               |                    |                         |                    |            |                     |            |
| Slovacchia    | Slovacchia            | Slovacchia    | Estonia            | Estonia                 | Estonia            | Israele    | Israele             | Israele    |
| N°            | Ciclista              | Clas.         | N°                 | Ciclista                | Clas.              | N°         | Ciclista            | Clas.      |
| 110           | Dávid Kaško           |               | 115                | Karl Patrick Lauk       |                    | 120        | Itamar Einhorn      |            |
| 111           | Lukáš Kubiš           |               | 116                | Oskar Nisu              |                    | 121        | Omer Goldstein      |            |
| 112           | Andrej Liska          |               | 117                | Markus Pajur            |                    | 122        | Guy Sagiv           |            |
| 113           | Marek Čanecký         |               | 118                | Norman Vahtra           |                    |            |                     |            |
| 114           | Matúš Štoček          |               | 119                | Rait Ärm                |                    |            |                     |            |
| Turchia       | Turchia               | Turchia       | Ucraina            | Ucraina                 | Ucraina            | Serbia     | Serbia              | Serbia     |
| N°            | Ciclista              | Clas.         | N°                 | Ciclista                | Clas.              | N°         | Ciclista            | Clas.      |
| 123           | Ahmet Örken           |               | 125                | Kyrylo Carenko          |                    | 128        | Dušan Rajović       |            |
| 124           | Serdar Anıl Depe      |               | 126                | Yan Pastushenko         |                    |            |                     |            |
|               |                       |               | 127                | Yaroslav Parashchak     |                    |            |                     |            |
| Lituania      | Lituania              | Lituania      | Croazia            | Croazia                 | Croazia            | Kosovo     | Kosovo              | Kosovo     |
| N°            | Ciclista              | Clas.         | N°                 | Ciclista                | Clas.              | N°         | Ciclista            | Clas.      |
| 129           | Ignatas Konovalovas   |               | 130                | Viktor Potočki          |                    | 131        | Samir Hasani        |            |
|               |                       |               |                    |                         |                    | 132        | Blerton Nuha        |            |
| Albania       | Albania               | Albania       | Macedonia del Nord | Macedonia del Nord      | Macedonia del Nord | Montenegro | Montenegro          | Montenegro |
| N°            | Ciclista              | Clas.         | N°                 | Ciclista                | Clas.              | N°         | Ciclista            | Clas.      |
| 133           | Mikel Demiri          |               | 135                | Stefan Petrovski        |                    | 136        | Goran Cerović       |            |
| 134           | Olsian Velia          |               |                    |                         |                    |            |                     |            |
| Islanda       | Islanda               | Islanda       | Svizzera           | Svizzera                | Svizzera           |            |                     |            |
| N°            | Ciclista              | Clas.         | N°                 | Ciclista                | Clas.              |            |                     |            |
| 137           | Ingvar Ómarsson       |               | 138                | Mauro Schmid            |                    |            |                     |            |